# Boarmia arcearia
Boarmia arcearia là một loài bướm đêm trong họ Geometridae.